# Сотин
Сотин (хорв. Sotin) — населений пункт у Хорватії, в Вуковарсько-Сремській жупанії у складі міста Вуковар.

## Населення
Населення за даними перепису 2011 року становило 782 осіб.
Динаміка чисельності населення поселення:

## Клімат
Середня річна температура становить 11,12 °C, середня максимальна – 25,20 °C, а середня мінімальна – -5,52 °C. Середня річна кількість опадів – 661 мм.
| Клімат поселення                              | Клімат поселення | Клімат поселення | Клімат поселення | Клімат поселення | Клімат поселення | Клімат поселення | Клімат поселення | Клімат поселення | Клімат поселення | Клімат поселення | Клімат поселення | Клімат поселення | Клімат поселення |
| Показник                                      | Січ.             | Лют.             | Бер.             | Квіт.            | Трав.            | Черв.            | Лип.             | Серп.            | Вер.             | Жовт.            | Лист.            | Груд.            |                  |
| Середній максимум, °C                         | 6,00             | 7,80             | 12,24            | 16,98            | 22,34            | 25,20            | 25,03            | 24,75            | 20,72            | 15,26            | 9,38             | 5,67             |                  |
| Середня температура, °C                       | 0,24             | 2,00             | 6,50             | 11,22            | 16,57            | 19,42            | 21,15            | 20,85            | 16,81            | 11,37            | 5,50             | 1,78             |                  |
| Середній мінімум, °C                          | −5,52            | −3,75            | 0,69             | 5,44             | 10,78            | 13,67            | 17,26            | 16,98            | 12,92            | 7,50             | 1,60             | −2,11            |                  |
| Норма опадів, мм                              | 42               | 38               | 41               | 52               | 61               | 86               | 69               | 61               | 49               | 51               | 59               | 52               |                  |
| Середньомісячна швидкість вітру, м/с          | 2.20             | 2.49             | 2.83             | 2.70             | 2.44             | 2.20             | 2.20             | 2.00             | 2.00             | 2.20             | 2.28             | 2.30             |                  |
| Середньомісячна сонячна радіація, кДж/м²·день | 4373             | 7139             | 11159            | 15675            | 19380            | 21615            | 22263            | 20415            | 15194            | 9625             | 4986             | 3646             |                  |
| --------------------------------------------- | ---------------- | ---------------- | ---------------- | ---------------- | ---------------- | ---------------- | ---------------- | ---------------- | ---------------- | ---------------- | ---------------- | ---------------- | ---------------- |
| Джерело:                                      |                  |                  |                  |                  |                  |                  |                  |                  |                  |                  |                  |                  |                  |